# Балгимбаев, Макаш Балгимбаевич
Макаш Балгимбаевич Балгымбаев (10 октября 1931, Гурьев — 2 января 2005, Атырау) — советский и казахстанский геолог, профессор. Заслуженный геолог-разведчик Казахской ССР (1981). Почётный нефтяник Министерства нефтяной промышленности СССР (1981). Отличник нефтяной промышленности СССР (1981). Лауреат Государственной премии Республики Казахстан в области науки (1994).

## Биография
Макаш Балгимбаевич Балгымбаев Родился 10 октября 1931 года в Гурьеве в семье бедного крестьянина. Происходит из рода ысык Младшего жуза.
В 1946—1950 годах учился в Гурьевском нефтяном техникуме по специальности «геолог-техник».
В 1950—1955 годах учился в Московском нефтяном институте им. Губкина.
В 1955—1993 годы коллектор, геолог, старший геолог, начальник геологического отдела, главный геолог промысла Косшагыл, Биикжальской НРЭ сверхглубокого бурения и Балыкшинского УРБ, главный геолог объединения «Эмбанефть».
В 1993—1997 — начальник геологического отдела ЦНИГ АО «Эмбамунайгаз».
Был членом попечительского совета ОФ «Мунайшы».
Первооткрыватель месторождений Тенгиз (1988), Ровное и Матин (2001), Ботакан, Макат Восточный (1997), Прорва ЦВ (1999).
Ушел из жизни в 2005 году.
Племянник: Нурлан Утепович Балгимбаев, бывший Премьер-министр Республики Казахстан (1997—1999).

## Учёное звание
- кандидат геолого-минералогических наук (1971), профессор.

## Награды и звания
- Отличник нефтяной промышленности СССР (1981)
- Заслуженный геолог-разведчик Казахской ССР (1981)
- Почётный нефтяник СССР (1981)
- Орден «Знак Почёта» (1986)
- Медаль «Ветеран труда» (1986)
- Государственная премия Республики Казахстан в области науки (1995)
- Орден Курмет — за выдающиеся достижения в нефтяной промышленности Казахстана (1 сентября 1999)
- Почётная грамота Верховного Совета Казахской ССР
- Почётный гражданин Жылыойского района.